# Клиновка (річка)
Клиновка (словац. Klínovka) — річка; ліва притока Трновця, протікає в окрузі Ліптовський Мікулаш.
Довжина приблизно 5,3—6,0 км. Витік знаходиться в масиві Західні Татри (геоморфологічна підодиниця Ліптовські Татри); схил гори Младки) на висоті приблизно 1830—1835 метрів.
Протікає територією сіл Якубовани і Ямнік. Впадає в Трновець на висоті приблизно 955 метрів.